# Aeroportul Regional Pocatello
Aeroportul Regional Pocatello (IATA: PIH, ICAO: KPIH, FAA LID: PIH) este un aeroport din Comitatul Power, Idaho, Idaho, Statele Unite ale Americii ce deservește zona Pocatello. Aeroportul a fost tranzitat în 2019 de 87.252 de pasageri. A fost numit după zona deservită.
Situat la o altitudine de 1.357 m, aeroportul dispune de 2 piste.

## Infrastructură

### Piste
Aeroportul dispune de 2 piste. Pista 03/21 are suprafața de asfalt și dimensiunile 9.060 picioare × 150 picioare. Pista 17/35 are suprafața de asfalt și dimensiunile 7.150 picioare × 100 picioare. 